# Hunnau
Die Hunnau (im Oberlauf bis Bünningstedt zumeist Aue, seltener Bünningstedter Aue genannt) ist ein Quellfluss der Ammersbek in Schleswig-Holstein. Der Fluss hat eine Länge von ca. 12 km. Sie entspringt östlich von Ahrensburg aus dem Zusammenfluss von Gölmbach und Oetjendorfer Mühlenbach und bildet an ihrer Mündung zusammen
mit dem Bunsbach die Ammersbek. Das Schloss Ahrensburg steht auf einer von der Hunnau umflossenen Schlossinsel.